# Hemixos castanonotus
Hemixos castanonotus е вид птица от семейство Pycnonotidae.

## Разпространение
Видът е разпространен във Виетнам, Китай и Хонконг.